# Добрин Иванов
Маестро Добрин Петров Иванов, с псевдоним Бинчо, е български музикален педагог, общественик и диригент на множество духови оркестри в цялата страна.

## Биография
Добрин Иванов е роден на 15 април 1931 г. в Разград. Още от ученическа възраст е привлечен от обаянието на музиката. Главява се като разсилен на обществени начала в читалище „Развитие“ в родния си град, за да е близо до добрия читалищен симфоничен оркестър – „Железни звуци“, днес Разградска филхармония „Проф. Димитър Ненов“. Набързо се научава да свири на туба, баритон, тенорхорн и тромпет. Като гимназист усвоява и свиренето на цугтромбон, като със своята универсалност започва да „запълва всякакви дупки“ в оркестъра.
Тази му дарба през 1950 – 1954 г. го отвежда в Софийската музикална академия, където усъвършенства своите изпълнителски умения при майстора Григор (Гичо) Стоянов Топалов и при проф. Георги Тодоров. По същото време (1951) след труден конкурс е приет в Синфоничния оркестър на Българското национално радио. Пак тогава свири и в други оркестри – „Окестъра на юристите“ с диригент Христо Вучков, „Ансамбъла на железничарите“ с диригент Янко Тунтев, ансамбъл „Родна песен“ с музикален ръководител Лазар Максимов и ансамбъла „Георги Кирков“ с диригент Емил Янев. На конкурс през 1952 г. за инструменталисти и певци, въпреки младостта си печели втора награда. Дипломира се през 1954 г., като на дипломния концерт в зала „България“ свири в съпровод на симфоничен оркестър, с което става първият български тромбонист солирал на такъв оркестър. Качествата му на изпълнител и ансамбалист го правят помощник концертмайстор на радиооркестъра. От 1952 е ръководител на духовите оркестри на СОУ „проф. Асен Златаров“, сетне последователно на Английската и Френската гимназии, техникума по автотранспорт и техникума по жп транспорт „Никола Корчев“.
В периода 1967 – 1971 е концертмайстор на филхармонията в Кайро и преподава в Египетската национална консерватория за класическа музика.
След завръщането си у дома през 1971 г. става съосновател на Средно сержантско военно-музикално училище „Маестро Георги Атанасов“, където преподава до закриването на училището (1991). През 1984 – 1989 г. преподава и в музикалната школа при Двореца на пионерите в София, води курсове в Добринище, Правец и Ботевград.
Във времето от 1989 до 1999 г. е диригент на духовия оркестър в гр. Елин Пелин, а от 2009 г. поема ученическия духов оркестър на СУ „Любен Каравелов“ в Копривщица.

## Музикални иадания
- „Музукалната магия на Копривщица“, Srednogorie Media, художествено-документален филм. (2018)

## Дискография
- Средногорски марш. Представителен детско – юношески духов оркестър „Стефан Стефанов“, при читалище „Светлина“ – гара Елин Пелин, музика Дамян Брайков, диригент Добрин Иванов (1993).[3][4]
- Възрожденец. Представителен детско – юношески духов оркестър „Стефан Стефанов“, при читалище „Светлина“ – гара Елин Пелин, музика Дамян Брайков, диригент Добрин Иванов (1993).[5][6]

## Признание
- На първи май 2017 г. Добрин Иванов е обявен за почетен гражданин на град Копривщица.
- Доайен сред диригентите на ІХ Национален преглед на ученическите духови оркестри и мажоретни състави „Димитър Пеев“ – Вършец 2016.[7]